# بلندین (دهانه)
بلندین یک دهانه برخوردی در ماه است.